# Selo pri Ihanu
Selo pri Ihanu je naselje v Občini Domžale.

## Osebnosti
- Ivan Pengov (kipar)